# サクラメント・バレー駅
サクラメント・バレー駅（Sacramento Valley Station）は、アメリカ合衆国カリフォルニア州サクラメントにある鉄道駅である。全米各地を結ぶ旅客鉄道のアムトラックの列車とサクラメント地域交通局のライトレールが乗り入れている。

## 概要
アムトラックのプラットホームは島式2面4線で両脇に側線がある。アムトラックの年間利用者は 1,073,584人(2017年) でアムトラックの駅では全米で7位である。
ライトレールはゴールドラインが乗り入れており、1面1線で奥に引き上げ線がある。2006年12月に当駅まで延伸された。
2012年にはアムトラックのプラットホームが150mほど北に移動し、駅舎の改築も2017年に完了した。また、ACEの当駅への延伸や、カリフォルニア高速鉄道の構想もある。

## 利用可能な鉄道路線／列車
アムトラックのサクラメント・バレー駅に発着する列車は下記の通り。
シカゴとエメリービル間の夜行長距離列車カリフォルニア・ゼファー号…1日1往復停車 ※（エメリービル方面の列車は下車のみ可能）
シアトルとロサンゼルス間の夜行長距離列車コースト・スターライト号…1日1往復停車
オーバーンとオークランド・サンノゼ間の昼行中距離列車キャピトル・コリドー号…1日15往復発着
サクラメントとベーカーズフィールド間の昼行中距離列車サン・ホアキン号…1日2往復発着
サクラメント地域交通局の発着路線は下記の通り。
当駅とヒストリック・フォルソム間を結ぶゴールド・ライン

## バス
- 市内交通はサクラメント地域交通局（Sacramento Regional Transit District）のバスが担っている [10]。
- アムトラック列車の連絡バスアムトラック・スルーウェイが運行している[7][11]。

## ギャラリー

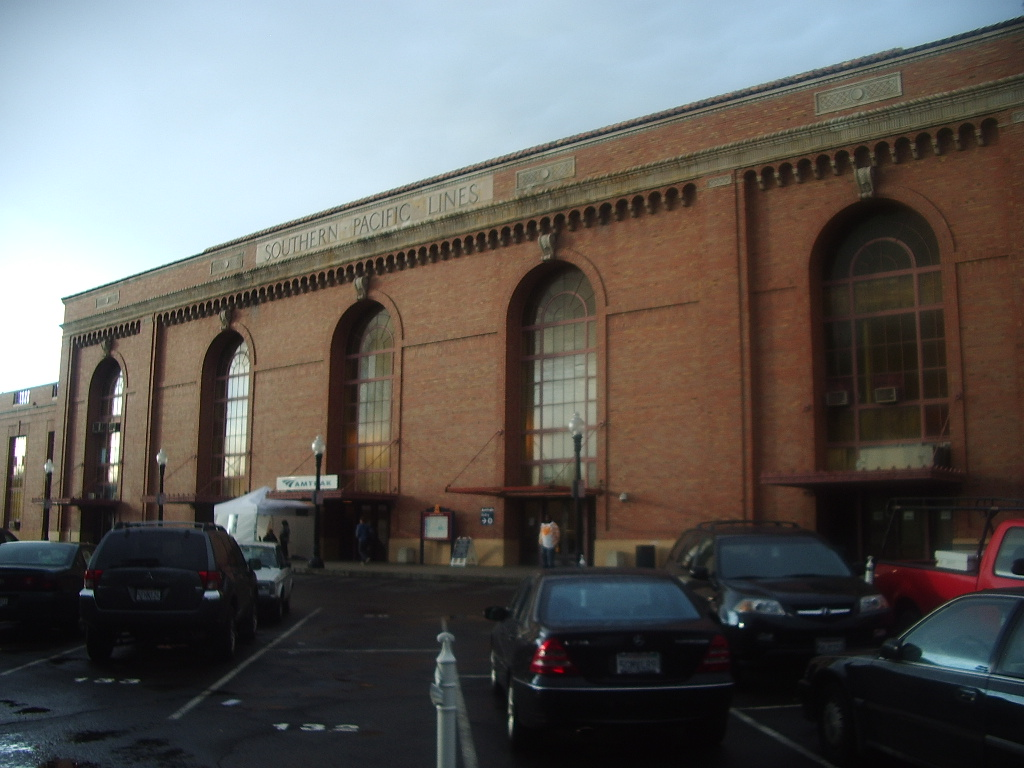
駅舎外観
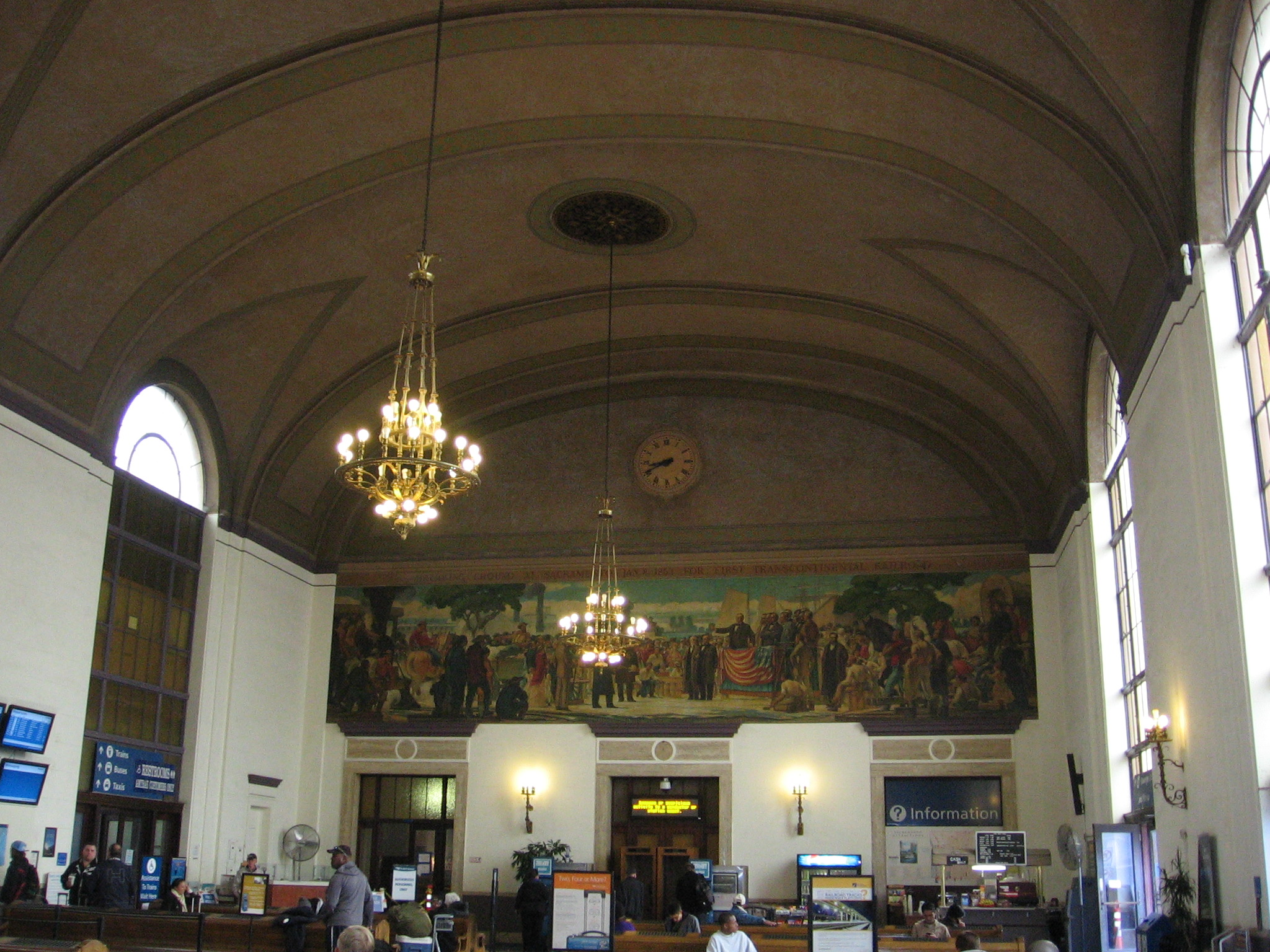
駅舎内待合室
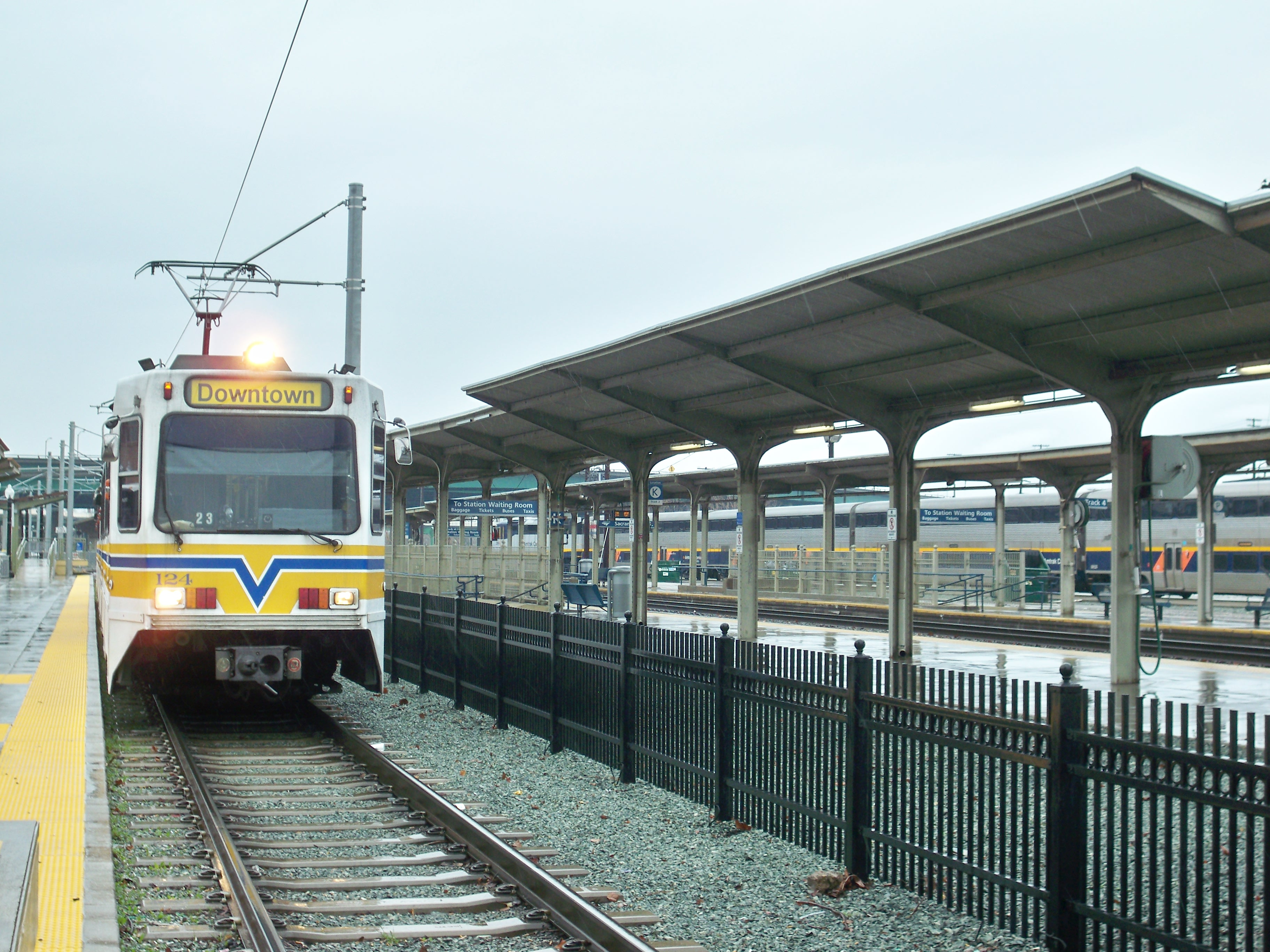
ライトレールのりば（手前）とアムトラックのりば（柵の向こう側）

## 駅周辺
- オールド・サクラメント（英語版）
- カリフォルニア州立鉄道博物館（英語版）
- カリフォルニア州会議事堂
- サター・ヘルス・パーク